# Giuseppe Jung
Giuseppe Jung (Milão, 16 de março de 1845 – Milão, 5 de janeiro de 1926) foi um matemático italiano.
Estudos matemática com G. Battaglini em Nápoles (Laurea em 1867) e mais tarde com Luigi Cremona em Milão. Em 1873 sucedeu Bertini (que seguiu com Cremona para Roma) no Liceo classico Giuseppe Parini em Milão. A partir de 1876 lecionou em Milão no Polytechnikum geometria projetiva e estática gráfica como professor extraordinário, a partir de 1890 como professor. Aposentou-se em 1912. Trabalhou também com geometria algébrica, mecânica e teoria da elasticidade, e traduziu o "Elemente der Darstellenden Geometrie" de Rudolf Sturm em italiano (com ampliações). Publicou o artigo "Geometrie der Massen" da Encyklopädie der mathematischen Wissenschaften.